# Batalla de Cellorigo

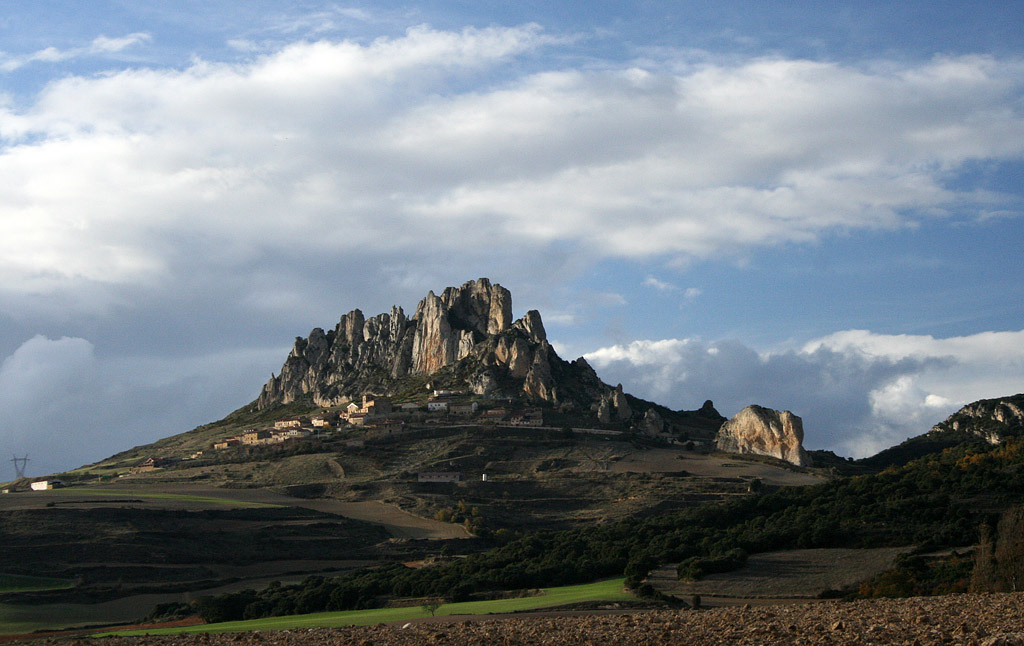
Vista de la cumbre donde se encuentra Cellorigo.

La batalla de Cellorigo fueron dos combates librados en el desaparecido castillo de Cellorigo en La Rioja (España) en el 882 y 883, en las cuales los cristianos derrotaron a los musulmanes. 

## Primera batalla
En 882 Ababdella, que siempre había tenido buenas relaciones con los cristianos al igual que su padre Lubb ibn Musa, se coaliga con el rey de Córdoba, el emir Mohámed I de Córdoba, quien le envía a su hijo Al-Múndir. Este, al ver que podía contar con más tropas, se puso en camino desde Zaragoza por las orillas del río Ebro, devastando el valle a su paso por La Rioja, perteneciente al rey de Zaragoza, Zimael Ben Muza y al rey de Tudela, Fortuno Ben Muza, tíos de Ababdella.
Llegando a Cellorigo pretendieron tomar su castillo, ya que este protegía uno de los pocos pasos existentes para cruzar los montes Obarenes. El castillo se encontraba protegido por Vela Jiménez, primer conde de Álava. La contienda causó muchas bajas en ambos ejércitos, pero el castillo no fue tomado. De ahí, Al-Mundir se dirigió a Pancorbo (otro paso sobre los mismos montes), pero el asedio al castillo de Pancorbo se alargó durante varios días, acabando con una nueva derrota y numerosas bajas.
Tras estas dos derrotas, Alfonso III de Asturias dio orden a Diego Rodríguez "Porcelos" y a Vela Jiménez de perseguir a Ababdella, el cual tras un tiempo huyendo se encontró tan apurado, que pidió la paz a Alfonso en varias ocasiones, sin conseguir que este se la concediese.

## Segunda batalla
En 883 el ejército de Al-Mundir, mandado por Almonder y Abuhalit, tras haber batido los muros de Zaragoza y saqueado Monjardín y otros pueblos de Navarra, emprendió desde allí el mismo viaje que el año anterior, para librar una nueva batalla en Cellorigo, pero esta vez sin la ayuda de las tropas de Ababdella. El resultado fue peor que el anterior, ya que fueron rechazados de nuevo, no consiguiendo otra cosa que muchas bajas. De aquí marchó a Pancorbo y Castrojeriz, con el mismo resultado. Humillados, antes de salir del Reino de León enviaron una embajada al rey Alfonso III para pedir la paz.